# De Drie Zustersteden
De Drie Zustersteden was een Vlaamse eendagse wielerwedstrijd die van 1919 tot 2012 met enkele onderbrekingen werd gehouden in de omgeving van Dendermonde en Willebroek. De Drie Zustersteden werd geplaatst in het rijtje van de semi-klassiekers.
Van 1919 tot 1963 was het een professionele wielerwedstrijd, nadien mam WK De Spurters de organisatie over voor de edities van 1988 en 1989 en was het een amateurwedstrijd. Vanaf 1990 richtte de wedstrijd zich op renners zonder contract en beloften die konden inschrijven. Van 2005 tot 2008 maakte de wedstrijd deel uit van de UCI Europe Tour in de categorie 1.2.
De naam van de wedstrijd refereert aan het gelijknamig boek van Karel Lodewijk Ledeganck die De Drie Zustersteden (over Antwerpen, Gent en Brugge) schreef in 1846, een jaar voor zijn dood. In de streek werd sinds 1959 ook de studentenwielerklassieker De Vierzustersteden georganiseerd.

## Palmares
| Jaar     | Winnaar                   | 2de                       | 3de                     |
| 1919     | Alfons Spiessens          | Jules Vanhevel            | Albert Dejonghe         |
| 1920     | Isidoor Mechant           | Marcel Buysse             | Albert De Belder        |
| 1921     | René Vermandel            | Adolphe Coppez            | Alfons Van Hecke        |
| 1922     | Alfons Standaert          | Maurice De Waele          | Marcel Buysse           |
| 1923     | Jules Vanhevel            | Hilaire Hellebaut         | Léon Devos              |
| 1924     | Léon Devos                | Maurice De Waele          | Adolf Van Bruaene       |
| 1928     | Joseph Dervaes            | Jules Deschepper          | Aimé Dossche            |
| 1929     | Joseph Dervaes            | Jules Deschepper          | August Mortelmans       |
| 1930     | André Verbist             | Armand Van Bruaene        | Jules Goedhuys          |
| 1936     | Leopold Van Den Bossche   | Petrus Van Theemsche      | Michel D'Hooghe         |
| 1937     | Adolf Braeckeveldt        | Jerome Dufromont          | Gustaaf Deloor          |
| 1938     | Albert Rosseel            | Constant Lauwers          | Alfons Deloor           |
| 1939     | Frans Van Hassel          | Roger Gyselinck           | Karel Van Stickelen     |
| 1941     | Joseph Somers             | Odiel Van Den Meersschaut | Emiel Faignaert         |
| 1942     | Odiel Van Den Meersschaut | Gustaaf Van Overloop      | André Defoort           |
| 1943     | Robert Van Eenaeme        | Prosper Depredomme        | Ward Van Dijck          |
| 1944     | Odiel Van Den Meersschaut | Marcel Rijckaert          | Camille Dekuysscher     |
| 1945     | Gustaaf Bonvarlez         | André Maelbrancke         | Emiel Faignaert         |
| 1946     | Roger De Corte            | Jerome Dufromont          | Gustaaf Van Overloop    |
| 1947     | Maurice Desimpelaere      | Corneille De Coster       | Albert Paepe            |
| 1948     | Ernest Sterckx            | Raymond De Smedt          | Marcel Rijckaert        |
| 1949     | René Walschot             | Henri Van Kerckhove       | Ernest Sterckx          |
| 1950     | René Walschot             | Valère Ollivier           | René Oreel              |
| 1951     | Jos De Feyter             | Ernest Sterckx            | Albert Ramon            |
| 1952     | Gerard Buyl               | Jan Adriaensens           | Omer Braekevelt         |
| 1953     | Karel De Baere            | Martin Van Geneugden      | Gaston De Wachter       |
| 1954     | Joseph Schils             | René Mertens              | Willy Vannitsen         |
| 1955     | Willy Vannitsen           | Stan Ockers               | Gerard Buyl             |
| 1956     | Rik Van Looy              | Martin Van Geneugden      | André Rosseel           |
| 1957     | Gilbert Desmet I          | Joseph Planckaert         | André Vlayen            |
| 1958     | Roger Baens               | Joseph Schils             | Roger De Corte          |
| 1960     | Willy Schroeders          | Joseph Planckaert         | Guillaume Van Tongerloo |
| 1961     | Jo de Haan                | Gustaaf Van Vaerenbergh   | Frans Schoubben         |
| 1962     | Jean Stablinski           | Gilbert Desmet II         | Victor Van Schil        |
| 1963     | Joseph Verachtert         | Gustave Desmet            | Jos Wouters             |
| 1988     | Edwig Van Hooydonck       | Jelle Nijdam              | Frans Maassen           |
| 1989     | Jean-Paul van Poppel      | Frank Pirard              | Adrie van der Poel      |
| 1990 (1) | Rik Van Slycke            | Michel Cornelisse         | Bruno Geuens            |
| 1990 (2) | Patrick Van Roosbroeck    | Aart Vierhouten           | Niels van Elzakker      |
| 1991     | Sebastian Van Den Abeele  | Guy Rooms                 | Frank Francken          |
| 1992     | Michel Vanhaecke          | Wim Omloop                | Vladimir Muravskis      |
| 1993     | Peter Van Hoof            | Patrick Wouters           | Johan Buelens           |
| 1994     | Carl Roes                 | Greg Moens                | Frank Høj               |
| 1995     | Dirk d'Haemers            | Ken Westergaard           | Willem-Jan Lambregts    |
| 1996     | Stive Vermaut             | Peter Van Hoof            | Eddy Schurer            |
| 1997     | Peter Van Hoof            | Vadim Volar               | Gert-Jan Van Immerseel  |
| 1998     | Peter Van Hoof            | Wilfried Bastiaanse       | Stefaan Vermeersch      |
| 1999     | Wim Pauwels               | Gunther Cuylits           | Gianni David            |
| 2000     | Arne Daelmans             | André van de Reep         | Tim Carswell            |
| 2001     | Paul Redenbach            | Dean Downing              | Stefan Grimon           |
| 2002     | Danny Van Looy            | Sandro Bijnen             | Tom De Meyer            |
| 2003     | Steven Caethoven          | Jaaron Poad               | Danny In 't Ven         |
| 2004     | Phil Thuaux               | Kenny Lisabeth            | Jarno Vanfrachem        |
| 2005     | Peter Wuyts               | Hamish Haynes             | Jurgen Van Roosbroeck   |
| 2006     | Ger Soepenberg            | Bert De Waele             | Bjorn Coomans           |
| 2007     | Bert De Waele             | Kevyn Ista                | Nicky Cocquyt           |
| 2008     | Nicky Cocquyt             | Mitchell Docker           | Wouter Mol              |
| 2009     | Gediminas Bagdonas        | Peter van Agtmaal         | Simas Kondrotas         |
| 2010     | Timothy Stevens           | Kurt Van Goidsenhoven     | Clinton Avery           |
| 2011     | Timothy Stevens           | Kurt Diels                | Dries Vannevel          |
| 2012     | Daniel McLay              | Tim Kerkhof               | Laurent Donnay          |